# Domenico Guerrini
Domenico Guerrini (Ravenna, 12 novembre 1860 – Fratta Polesine, 27 maggio 1928) è stato un generale, scrittore e storico italiano.

## Biografia
Nacque a Ravenna il 12 novembre 1860, all'interno di una famiglia benestante e religiosa, frequentando poi il liceo convitto "Dante Alighieri" dove conseguì il diploma di scuola media superiore. Iscrittosi alla facoltà di giurisprudenza dell'università di Pisa, interruppe gli studi al secondo anno, nel 1878, per intraprendere la carriera militare, arruolandosi nel Regio Esercito come ufficiale di fanteria. Il 28 luglio 1883 fu nominato sottotenente, assegnato al 1º Reggimento "Granatieri di Sardegna". Entrato nello Stato maggiore, nel 1892 fondò La rivista di Fanteria e Le Forze Armate che diresse fino al 1904, dando un importante contributo alla valorizzazione dell’arma di fanteria, dedicandosi nel contempo all’attività di scrittore di cose militari e di insegnante presso l'Accademia Militare di Livorno. Fu socio e componente del consiglio centrale della Società nazionale della storia del Risorgimento e pubblicò diversi saggi nella rivista Il Risorgimento italiano e Garibaldi e Garibaldini.
All'atto dell'entrata in guerra del Regno d'Italia comandava 8º Reggimento fanteria della Brigata "Cuneo", incarico che mantenne fino al 25 settembre 1915. Due giorni dopo, il 27, promosso maggiore generale assunse il comando della Brigata "Savona". Alla testa della sua unità, assegnata al Corpo speciale italiano del generale Emilio Bertotti, partì per l'Albania il 2 dicembre 1915. Una volta sbarcato a Valona si diresse subito su Durazzo, alla testa del 15º Reggimento fanteria, occupando la città il giorno successivo, e della quale assunse subito il comando della piazzaforte mantenendolo fino al 2 febbraio 1916, quando fu sostituito dal generale Giacinto Ferrero. All'inizio del 1917, promosso tenente generale, assunse il comando della 7ª Divisione sostituendo il maggiore generale Giovanni Franzini. Diresse la grande unità sul Carso, e dopo la repressione dell'ammutinamento della Brigata Ravenna nel marzo dello stesso anno, fu a sua volta sostituito dal maggiore generale Agostino Ravelli.
Divenuto insegnante di storia militare presso la Scuola di guerra dell'esercito a Torino dopo la fine del conflitto fu messo a riposo con il grado di generale di corpo d'armata. Lasciato il servizio attivo, nel corso del 1919 si trasferì a Fratta Polesine andando ad abitare nella villa di proprietà della moglie Emma Bragadin. Da qui iniziò a dirigere e a pubblicare il mensile Tesoretto della cultura italiana (1920-1927), impegnandosi anche come amministratore del comune. L'ultima opera da lui scritta fu il primo, e unico, volume della serie Florilegio delle scritture militari e politiche pertinenti al governo della cosa pubblica.
Si spense a Fratta Polesine il 27 maggio 1928. La sua città natale custodisce, presso la Biblioteca Classense, una parte della sua ricca biblioteca composta da testi di storia, tecnica militare e letteratura classica.

## Pubblicazioni
- La guerra e lo stato sociale,  Casa editrice italiana, Roma, 1892.
- Il dominio del mare, A. Debatte, Livorno, 1900.
- Instituzioni militari dei Romani, Scuola di guerra, Torino 1900.
- La colonia Eritrea dalle sue origini fino al 1º marzo 1900, con Beniamino Melli, L. Battei, Parma, 1900.
- Il proclama d'Albenga: 1796, Tipografia Roux e Viarengo, Torino, 1902.
- La Brigata Granatieri di Sardegna. Memorie storiche, Tipografia Roux e Viarengo, Torino, 1902.
- La spedizione francese in Egitto (1798-1801) vol. 1. Fino alla battaglia navale d'Abukir, G. Vaccarino, Torino 1904.
- Sommario cronologico delle guerre romane fino al termine della seconda servile in Sicilia, Pinerolo, 1905.
- Come ci avviammo a Lissa, Casanova, Torino, 1907.
- Le origini della "Grande armée" e della guerra francese contro l'Austria e la Russia durante l'apparecchio della spedizione in Inghilterra (1803-05), C. Oliviero, Torino, 1907.
- La campagna napoleonica del 1805, Torino 1907-08, vol.2
- Come arrivammo a Lissa, Casanova, Torino, 1908.
- La divisione lombarda nella campagna del 1849, Bocca, Torino, 1908.
- Sulla spedizione dei Mille, R. Gagliardi, Como, 1910.
- Proposta d'un regolamento d'esercizi per la fanteria, Oliviero & C., Torino, 1910.
- La coscrizione militare in Francia nel periodo napoleonico, Oliviero & C., Torino, 1912.
- Gli Italiani nella guerra di Russia (1812), con Antonio Curti, L.F. Cogliati, Milano, 1913.
- La Russia, la Polonia e la Scandinavia : lineamenti della loro storia nell'età moderna, Vallardi, Milano, 1915.
- Introduzione allo studio della storia militare, Accame, Torino, 1922.
- La manovra di Regensburg: 1809, Libreria dello Stato, Roma 1924.
- La manovra napoleonica d'Ulm: 1805, Provveditorato generale dello Stato, Roma, 1925.
- L’apologia di Cesare, con Alessandro Guarini e Amedeo Tosti, Augustea, Roma, 1929.
- Il generale Giuseppe Govone : frammenti di memorie, con Umberto Govone, Fratelli Bocca, Torino, 1929.

### Annotazioni
1. ↑  Appartenente all'VIII Corpo d'armata allora al comando del tenente generale Carlo Carignani di Novoli e di Tolve.
2. ↑  Questo periodico conteneva una miscellanea enciclopedica di notizie e curiosità storiche, bibliografiche, archeologiche, scientifiche ecc, ecc.
3. ↑  La morte lo colse prima che fosse terminato il primo libro della collana, Apologia di Cesare scritto con Alessandro Guarini e Amedeo Tosti.
4. ↑  Vi è una sezione composta da volumi del cinquecento, seicento e settecento.